# Droit électoral en France
Le droit électoral français fait partie du droit public et régit le domaine des élections et des opérations de vote de façon plus générale.

## Code électoral
Le code électoral traite une grande partie de la matière électorale. Cependant d'autres textes encadrent cette matière pour des élections particulières. C'est ainsi que la constitution fixe certaines dispositions générales mais fondamentales concernant l'élection présidentielle, les élections législatives ou sénatoriales.

### Contentieux électoral
Le contentieux électoral en France est assez complexe car il est divisé entre plusieurs ordres de juridiction. Par exemple, en ce qui concerne le contentieux relatif à l'inscription sur les listes électorales, le tribunal de grande instance est compétent. Pour le contentieux des élections, la juridiction saisie dépend de l'élection concernée  : le Conseil constitutionnel est compétent pour les élections les plus importantes  : élection présidentielle,, élections législatives et sénatoriales ou encore référendums. En revanche pour les élections municipales ou cantonales c'est le tribunal administratif qui est compétent, puis en appel le Conseil d'État. Enfin pour les élections régionales et européennes, c'est le Conseil d'État qui est compétent en premier et dernier ressort. 
Dans ces conditions, il peut exister des divergences dans les jurisprudences.
Quant aux décisions en matière électorale, la jurisprudence tient compte des résultats obtenus : si une fraude est constatée par le juge, celui-ci n'annule pas pour autant nécessairement les élections. Il est nécessaire de justifier que le manquement aux règles du droit électoral ont altéré la sincérité du scrutin.

### Motifs justifiant l'annulation d'élections
Ont ainsi pu justifier l'annulation d'élections :
- une interdiction de distribution de tracts ;
- le refus de prêter une salle de réunion par le maire ;
- l'utilisation du compte Facebook de la commune dans une visée électoraliste ;
- l'usage partisan du bulletin municipal ;
- une information polémique nouvelle communiquée la veille du scrutin n'ayant pas permis aux adversaires d'y répondre ;
- un problème de bulletins comptés nuls alors que valides (notamment quand l'erreur sur le bulletin est purement matérielle) ;
- le défaut d'indication de la nationalité de candidats sur le bulletin de vote ;
- la présence au scrutin d'une liste Front National avec des candidats qui n'avaient pas donné leur consentement, ayant faussé les résultats, ...

S'agissant des élections municipales, le requérant dispose d’un délai maximum de cinq jours à compter de la proclamation des résultats du scrutin pour demander l’annulation des élections auprès du tribunal administratif.